# 玉子焼 (明石市)

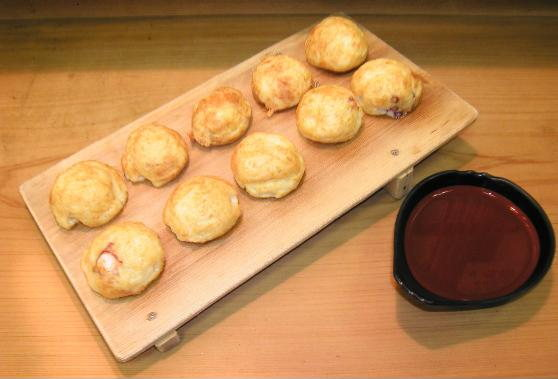
玉子焼

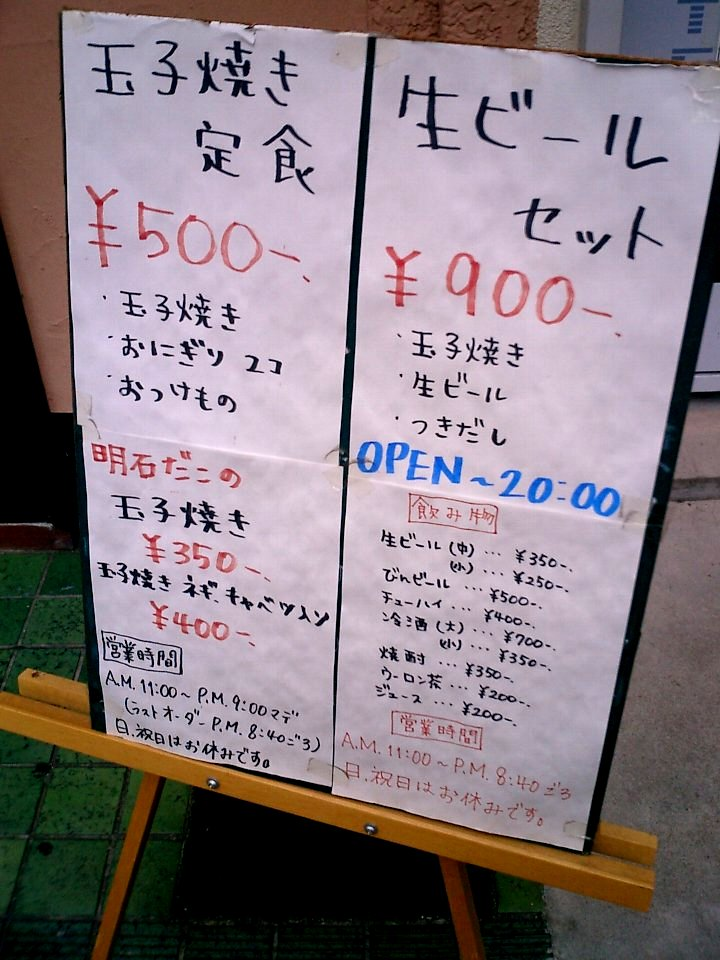
明石市の玉子焼を扱う飲食店の店頭メニュー。「明石焼定食」ではなく「玉子焼定食」と記載されている。

玉子焼（たまごやき）は、鶏卵、浮粉（うきこ）や沈粉（じんこ）と呼ばれる小麦でんぷん、小麦粉、タコを材料に調製される軽食で、兵庫県明石市の郷土料理である。地元の明石市、東播磨、北播磨南部（特に加古川市、高砂市、三木市、小野市、播磨町、稲美町）、神戸市西部（西区、垂水区、須磨区など）、淡路島北部（淡路市）以外の地域では、卵を調理した卵焼きと区別するため、明石焼（あかしやき）と呼ばれることが多い。

## 概要
専用の鍋で焼かれた直径5cm程度の楕円体であり、見た目はたこ焼きに似ている。江戸時代の終わり頃から食べられており、たこ焼きのルーツのひとつであるといわれている。
たこ焼きと異なる点は、
- 鶏卵を多量に使うため色味が黄色い。また、短時間で焼き上げ表面を焦がすことはない。
- 小麦粉以外に浮粉と呼ばれる小麦でんぷんの粉を使うので、生地が非常にやわらかい。
- 焼き鍋が熱伝導が良い銅製である。鍋のくぼみはたこ焼き用よりも浅く、球形にはならない。
- 玉子焼を裏返すのに銅製の焼き鍋を傷つけないよう、金属製の道具を用いず菜箸を使う。
- 具が基本的にタコのみである。
- 昆布や鰹節などで取った出汁に浸して食べる。
- 店舗によって材料が異なり、小麦粉または浮粉を全く配合しない店舗もあるため、店舗ごとに味や柔らかさが変わる。

焼く際に焼き鍋に曳く油に胡麻油を用いる店舗がある。店によっては、タコ以外にこれも明石名産の穴子を具として入れているところもある。
小さなまな板状の木製の板に盛り付けられ、箸を使って添えて出される出汁に浸けて食べる。出汁は熱い玉子焼を冷ますのが本来の目的だったが、現在は温めた出汁を提供する店が多い。温かい出汁を用いるようになったのは比較的新しく、1963年ごろに神戸元町の店が始めたのが最初であるという。だし汁に薬味として三つ葉を浮かべるのも上記の店から広まったスタイルである。
まな板状の上げ板は手前が低く奥が高くなっている。これは、皿の洗浄の際に同方向に重ねると水切りがよいためや、奥の柔らかい玉子焼を取りやすいためなど、諸説ある。また玉子焼が柔らかくまた崩れやすく、また大阪のたこ焼きとは違い千枚通しを使わず、焼き鍋から木皿に取り出しにくいため、焼き鍋の上に木の板をかぶせ焼き板ごと裏返して板状の木皿に乗せる。その時の持ち手がついているため、今のような形になったとも言われている。また、この焼き鍋を裏返しにして木皿の上に玉子焼をのせる動作も、玉子焼を焼く上でのひとつの見せ場だという。

## 伝承
明石では卵の白身を用いた模造珊瑚の装飾品、明石玉の生産が盛んであり、卵の黄身が余る状況であった。このことが明石焼きの誕生につながったという説がある。この説は1964年に雑誌『旅』において漫画家の広瀬安美が唱えたもので、広瀬は玉子焼発祥の店として明石市川端通の向井屋をレポートした。玉子焼を始めたのはこの年87歳で亡くなった向井屋の店主とも伝えた。
一方、兵庫県水産試験場（明石市）でタコ博士と呼ばれた井上喜平治によると1930年代の明石には玉子焼という名前は無く、屋台引きが各種揚げ物を含めてテンヤモンと呼んだ商品の中の一つであったと1965年の著書『蛸の国』で自身の体験を紹介している。また、近隣の老人による聞き取りで玉子焼の誕生は1889年～1890年（明治22～23年）頃であったと伝え、広瀬説にある向井屋の店主の年齢と天保年間に誕生した明石珠とは少し年数が合わぬ気がすると指摘している。

## その他
明石市でも特に明石駅南側の魚の棚などの商店街一帯にある店舗が有名で、明石を目指す観光客の目的の一つにもなっている。また明石以外の土地では、たこ焼きを扱う店で「明石焼」の名称で扱われることが多い。この名称が広がったのは大阪府守口市に本社を置く白ハト食品工業が1973年に白ハト印明石焼として各地で販売を開始したことが大きい。なお、明石で「明石焼」のみで「玉子焼」の表記がない店舗には老舗は少なく、観光客向けの店舗が多い。
古くからある店では玉子焼の専門店は少なく、お好み焼き、そば焼き（焼きそば）、玉子焼の三本柱で提供している店が多くある。
明石にずっと住んでいる年配者では、「タマゴヤキ」ではなく「タマヤキ」と呼ぶ者も多く、明石の寺町（大観校区）の玉子焼店では今でも「タマヤキ」で通じる。
一人前の個数は、8個から12個ほどと、用いる鍋の大きさによって異なる。基本的に銅板の焼き鍋1つ分であるため、かつては一人前を一鍋（ひとなべ）と呼んでいた。
明石市の西部や姫路市などでは、玉子焼にソースを塗った上で出汁につける食べ方も一般的である。